# Opius hartleyi
Opius hartleyi är en stekelart som beskrevs av Fischer 1964. Opius hartleyi ingår i släktet Opius och familjen bracksteklar. Inga underarter finns listade i Catalogue of Life.